# Hoplolopha horrida
Hoplolopha horrida är en insektsart som först beskrevs av Hermann Burmeister 1838.  Hoplolopha horrida ingår i släktet Hoplolopha och familjen Pamphagidae. Inga underarter finns listade i Catalogue of Life.